# Jessica Ennis
Jessica Ennis-Hill, DBE (Sheffield, 28 de janeiro de 1986) é uma multiatleta, medalhista olímpica e campeã mundial britânica, especializada no heptatlo e nos 100 m c/ barreiras.

## Biografia
Filha de pai jamaicano e mãe britânica, começou no atletismo aos onze anos, integrando o Clube de Atletismo de Sheffield, sua cidade natal, sob  a direção de seu técnico de toda a vida, Toni Minichiello. Em 2000, aos 14 anos, foi eleita a melhor atleta da cidade no Campeonato Nacional Escolar de Atletismo, depois de vencer o salto em altura. Em 2007, graduou-se em psicologia na Universidade de Sheffield.

## Percurso
Suas vitórias no atletismo começaram desde a adolescência. Entre 1999 e 2002, conquistou vários títulos no heptatlo e no salto em altura em competições nacionais como atleta júnior. Em 2003, estabeleceu-se como uma das melhores atletas júnior do país, vencendo o Campeonato sub-20 do heptatlo em pista coberta e dos 100 m c/ barreiras. Conseguiu proeminência internacional ao vencer o Campeonato Europeu de Atletismo Júnior em 2005, na Lituânia. Seu primeiro campeonato adulto foi disputado na Universíade 2005, onde conseguiu o bronze no heptatlo.
Nos Jogos da Commonwealth de 2006, em Melbourne, Austrália, Jessica conseguiu o bronze e sua melhor marca pessoal, 6269 pontos, melhorando-a em mais de 350 pontos. A marca conseguida no salto em altura, 1,91 m, teria lhe dado a medalha de ouro nesta prova, se a tivesse disputado individualmente. Em 2007 venceu a salto em altura e os 100 m c/ barreiras no Campeonato Britânico de Atletismo. No Mundial de Osaka 2007, ficou em quarto no heptatlo, fazendo as melhores marcas nas provas de pista da modalidade, incluindo o recorde pessoal de 12s97 nos 100 m c/ barreiras. Esperança de medalha para os britânicos em Pequim 2008, pouco antes dos Jogos Ennes retirou-se após o primeiro dia da competição em um torneio na Áustria, reclamando de dor no pé direito, o que uma radiografia posterior identificou com uma fratura de estresse no osso. Com a lesão, ela não pode competir em Pequim e retirou-se das pistas durante o resto do ano.
Depois de um ano parada devido à contusão, Ennis voltou em grande forma, conquistando a medalha de ouro no heptatlo do Campeonato Mundial de Atletismo de 2009, em Berlim, com um recorde pessoal de 6731 pontos e na qual liderou a competição desde o primeiro dos sete eventos. No fim do ano, foi eleita 'A Esportista do Ano' pela Associação de Jornalistas Esportivos e por uma votação da revista Cosmopolitan entre o público feminino britânico. A surpresa maior no meio do atletismo veio em 2010, quando ela derrotou a barreirista e campeã mundial em pista coberta LoLo Jones, dos Estados Unidos, na prova dos 60 m c/ barreiras. Lolo ficou em choque ao ser derrotada por uma heptatleta e declarou que precisava recomeçar seus treinamentos de novo para não mais permitir que um atleta de multieventos a derrotasse em sua própria modalidade: "Isso é uma loucura."   No mesmo torneio, em Glasgow, Ennis quebrou seu recorde pessoal para o salto em altura, com a marca de 1,94 m. Em 2011, porém, durante o Aviva International Meeting, novamente em Glasgow, ela derrotou Jones pela segunda vez na mesma prova, com a marca de 7s97.
Em 2011, no Campeonato Mundial de Atletismo de Daegu, na Coreia do Sul, ela conquistou a medalha de prata no heptatlo, atrás da russa Tatyana Chernova. Apesar de derrotar Chermova em cinco dos sete eventos da modalidade, ela perdeu por causa de seu fraco desempenho no lançamento do dardo, conseguindo apenas vinte metros a menos que a marca de Chermova. Neste campeonato, ela bateu seus recordes pessoais nos 800 m e no arremesso de peso, igualando sua melhor marca no salto em distância (6,51 m). Em julho ela ganhou uma cópia em cera no Museu de Madame Tussaud  e em outubro foi condecorada com a Ordem do Império Britânico pela Rainha Elizabeth II.
Foi premiada com o Prêmio Laureus do Esporte Mundial como a melhor desportista feminina do mundo de 2012.
Jessica também escreve sobre atletismo como colunista do jornal britânico The Times.

### Londres 2012

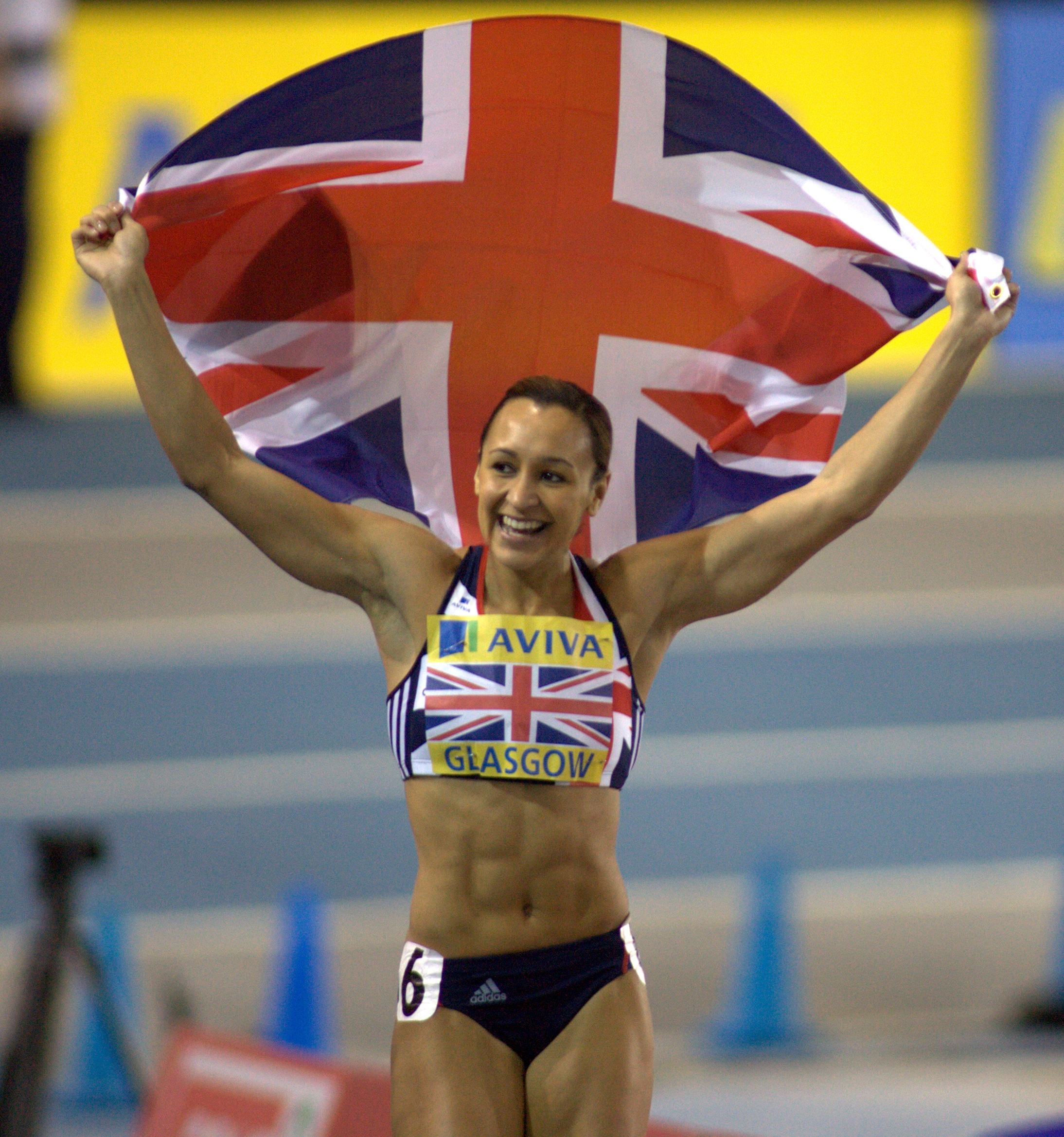
Ennis no Aviva International Meeting em 2011.

Ennes competiu nos Jogos Olímpicos em seu próprio país debaixo da pressão para a conquista de uma medalha de ouro em casa. No primeiro dia de competição, em que quatro - arremesso de peso, 200 m rasos, 100 m c/ barreiras e salto em altura - das sete modalidades são disputadas, ela terminou em primeiro lugar, com 4158 pontos, sua melhor pontuação da vida e conseguindo dois recordes pessoais nos 100 m c/ barreiras e nos 200 m rasos. Seu tempo nas barreiras, recorde britânico e o melhor já corrido durante um heptatlo, 12s54, igualou o tempo da campeã olímpica nesta prova individual em Pequim 2008, a norte-americana Dawn Harper.
No dia seguinte, na disputa das três últimas provas - lançamento do dardo, salto em distância e 800 m - ela estabeleceu seu novo recorde pessoal (6955 pontos) e venceu a prova de meio-fundo, tornando-se campeão olímpica à frente da alemã Lilli Schwarzkopf e a da campeã mundial em Daegu 2011, Tatyana Chernova. A noite da vitória de Jessica Ennis nos Jogos Olímpicos de Londres – num período inferior a uma hora ela venceu o heptatlo, Mo Farah venceu os 10000 m e Greg Rutherford venceu o salto em distância, com a conquista de três medalhas de ouro olímpicas para a Grã-Bretanha – foi considerada a maior do atletismo britânico em toda sua história.
Depois dos grande feitos, ela foi eleita a melhor atleta europeia do ano de 2012. 

### Ciclo olímpico 2012-2016
Depois do título olímpico Ennis sofreu uma lesão no tornozelo que a afastou das competições e do Mundial de Moscou 2013. Em seguida, uma gravidez e o posterior nascimento do filho a fizeram se afastar de toda a temporada de 2014, retornando aos treinos apenas no fim do ano. No começo de 2015 voltou a competir em seu primeiro heptatlo desde a vitória olímpica, ficando em quarto lugar num meeting em Götzis, na Áustria, onde se qualificou para os Jogos do Rio 2016. Voltando à forma treze meses depois de dar a luz, disputou o Campeonato Mundial de Atletismo de Pequim em agosto, onde conquistou a medalha de ouro e o segundo título mundial.

### Rio 2016
Com uma lesão no tendão de Aquiles durante os primeiros meses de 2016, Ennis não participou das competições indoor na Europa, retornando apenas no fim de maio, e venceu o heptatlo do Combined Events Challenge em Ratingen, na Alemanha, com 6733 pontos, segunda melhor marca do ano e onde conseguiu seu recorde pessoal no salto em distância – 6,63 m.
Depois de anunciar que não paticiparia do campo de treinamento do Team GB montado em Belo Horizonte antes das Olimpíadas por medo do vírus da zika, Ennis competiu em seus segundos Jogos Olímpicos na Rio 2016 tentando o bicampeonato, mas ficou com a medalha de prata, derrotada pela belga de 21 anos Nafissatou Thiam, que quebrou seu recorde pessoal em cinco dos sete eventos da modalidade.

## Vida pessoal
Vivendo na sua cidade natal de Sheffield, na Inglaterra, Ennis é casada desde maio de 2013 com Andy Hill, seu namorado desde a adolescência, e passou a competir desde então com o nome de casada, Jessica Ennis-Hill. Tem um filho, Reggie, nascido em julho de 2014.